# Крої (герб)
Крої, Лемеші (пол.Kroje )' – шляхетський герб польського походження, який за Юліусом Каролем Островським є різновидом герба Роля.

## Опис герба
У червоному полі три з'єднані кінцями в центрі срібні лемеші в позиції 2:1.
Клейнод: хвіст павича.
Намет червоний, підбитий сріблом.
Юліуш Кароль Островський розрізняє два напрями розташування лемешів, тому варіант із зворотним розташуванням називає Крої ІІ.

## Найбільш ранні згадки
Вперше герб згаданий у книзі Herby rycerstwa polskiego i Gniazdo cnoty Бартоша папроцького, який, проте, називає їх Дрия.

## Гербовий рід
Budek, Chalecki, Daniusiewicz, Domamewski, Domaniewski, Kalinkowski, Kroja, Krokier, Krzerzewkowski, Krzerzewski, Krzesz, Krzeszewicz, Krzeszewski, Krzeszowski, Kubiłojć, Łoktowski, Perhorowicz-Kopeć, Rylski, Skotnicki, Staszkiewicz, Tarnawski, Wawrzecki.